# Гімнографія
Гімнографія — загальна назва поетичних творів, пов'язаних з християнським богослужінням. Відповідно до ролі у церковній відправі і особливостей художньої структури виділяють літургічні гімни, тропарі, кондаки, ікоси, стихири, ірмоси, а також складніші жанри — канони й акафісти.

## Жанри
У канонах прославлялися святі, вони є своєрідним роздумом над змістом релігійного свята чи діяльності ідеального героя. Композиція канону суворо визначена, він складається з певної кількості пісень: 8–9 (повний канон) чи 2–4 (дво-, три-, чотирипіснець).
Акафісти — багатострофні гімни на честь Ісуса Христа, Богородиці, інших святих (див.: Акафіст).
Ірмоси — композиційний елемент канону, короткий поетичний текст, який вміщується на початку кожної пісні перед першим тропарем, виступає образною моделлю для тропарів кожної пісні.
Тропарі — короткий приспів для окремих місць літургійного співу. Вони вводилися як музично-поетичний коментар Святого Письма.
Ці жанри використали досвід близькосхідної та античної поезії. Широко використовуються в них синтаксичний паралелізм, анафора, акростихи.

## Історія
Історія слов'янської гімнографії починається з перекладів, здійснених Кирилом і Мефодієм у другій половині IX ст. Твори гімнографії входили до різного типу збірників: тріодей, міней, октоїха, часослова, требника, молитвословів. Антологією гімнографії можна вважати і «Богогласник» (Почаїв, 1790). Поетика і стиль гімнографії помітно вплинули на інші жанри давнього українського письменства.